# Russische Kunstakademie

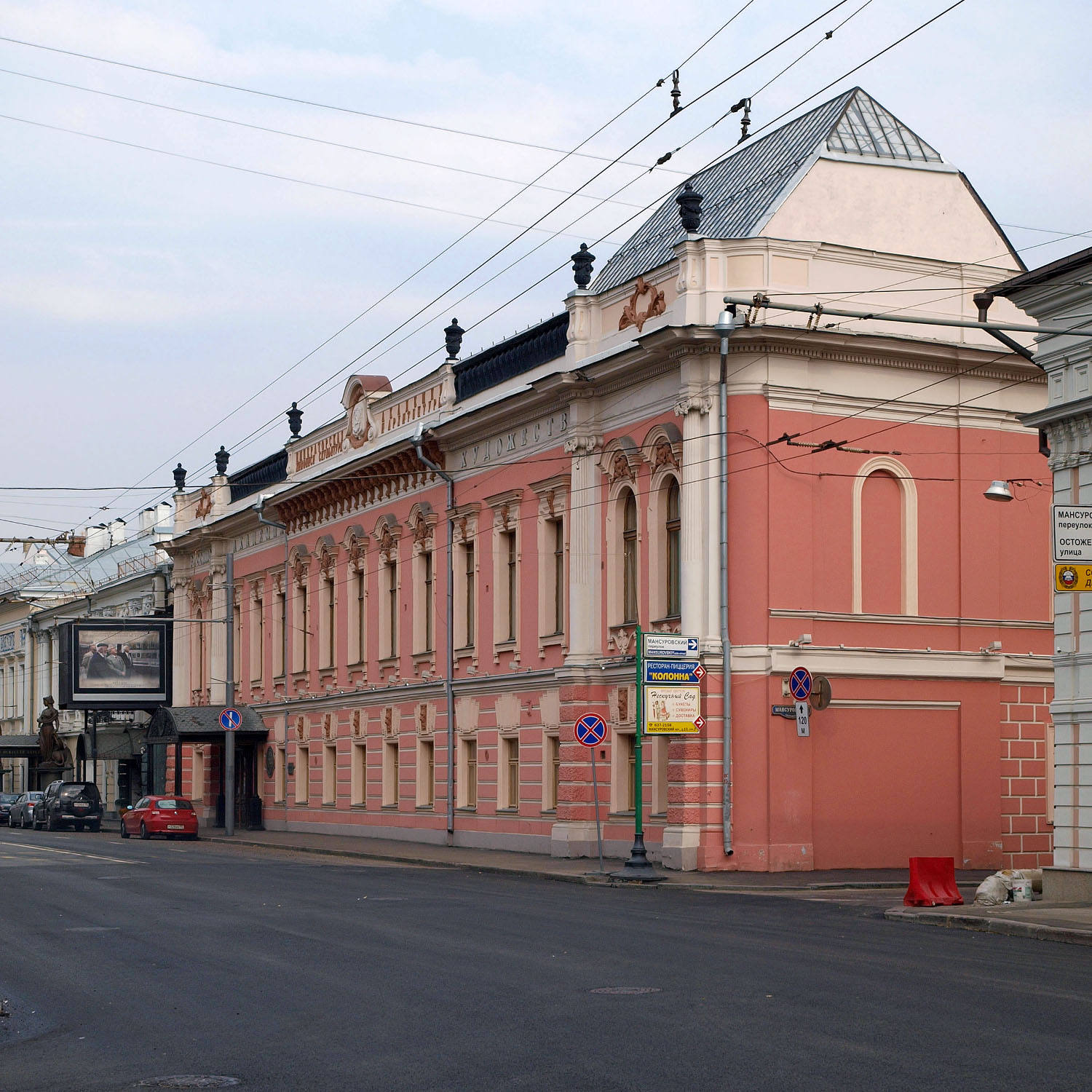
Moskauer Gebäude der Russischen Kunstakademie

Die Russische Kunstakademie, russisch РАХ, Росси́йская акаде́мия худо́жеств, ist die staatliche wissenschaftliche Einrichtung der Russischen Föderation, die der Akademie der Künste der UdSSR gefolgt ist. Getragen wird sie von der Regierung bzw. dem Kulturministerium. Der Sitz befindet sich in Moskau in der Prechistenka Str. 21.
Zu ihren primären Aufgaben gehört die Bildung. Der Präsident war seit 1997 bis zu seinem Tod der georgische Künstler Surab Zereteli (1934–2025). Konstantin Chudjakow ist der Vizepräsident.

## Aufbau und Mitgliedschaft
Die Akademie besteht aus 11 Fakultäten sowie vier wissenschaftlichen und didaktischen Einrichtungen:

### Fakultäten
- Abteilung Malerei
- Abteilung Skulptur
- Abteilung Grafik
- Abteilung Architektur
- Abteilung Dekor (für dekorative Kunst)
- Abteilung Design
- Abteilung Kunstgeschichte und -kritik
- Abteilung Theater und Kinematografik
- Abteilung Fotokunst und Multimediatechnik
- Abteilung des Urals, Sibiriens und des Fernen Ostens in Krasnojarsk
- Abteilung der Wolga-Region (Aufbau) in Kasan
- Abteilung Süd im Kaukasus

### Andere wissenschaftliche und didaktische Einheiten
- Staatliches Institut für Kunst in Moskau W. I. Surikow[3] (Nachfolgeeinrichtung der historischen Moskauer Hochschule für Malerei, Bildhauerei und Architektur)
- Staatliches Akademisches Institut für Malerei, Skulptur und Architektur in St. Petersburg I. E. Repin
- Moskauer Zentrale Kunstschule (Московская центральная художественная школа)
- Staatliches Kunstlyzeum St. Petersburg B. W. Ioganson
- UNESCO Kathedrale der Schönen Künste und Architektur (Museum)

Die Mitglieder der Russischen Kunstakademie schließen Vollmitglieder, Korrespondierende Mitglieder, Ehrenmitglieder und Ausländische Mitglieder ein.
Die Regierung setzt die Zahl fest und die Versammlung der Akademie hat das Wahlrecht. Wahlen sollen alle drei Jahre stattfinden.

## Geschichte
Die Akademie der Künste der UdSSR befand sich bis 1947 in Leningrad in der Kaiserlichen Akademie der Künste. 1991 wurde sie in Russische Kunstakademie umbenannt. Deren juristische Gründung war am 25. Mai 1992.

## Einzelbelege
1. ↑  Sabine Adler: Der Denkmalbauer. Deutschlandfunk, 11. April 2004, abgerufen am 25. November 2023.
2. ↑  Gallerix: Konstantin Khudyakov. Virtueller Realismus. Abgerufen am 25. November 2023.
3. ↑  comi: MOSCOW STATE ACADEMIC ART INSTITUTE NAMED AFTER V. I . SURIKOV | Movimento Life Beyond Tourism Travel to Dialogue. Abgerufen am 26. November 2023 (amerikanisches Englisch).
4. ↑  Состав академии. Abgerufen am 25. November 2023.

Koordinaten: 55° 44′ 29,3″ N, 37° 35′ 34,6″ O